# The Flood (Cheryl Cole)
The Flood è un singolo della cantante pop britannica Cheryl, pubblicato il 2 gennaio 2011 dall'etichetta discografica Fascination. La pubblicazione in formato digitale del brano è stata fissata per il 2 gennaio 2011, mentre nei negozi musicali del Regno Unito l'uscita è prevista per il giorno successivo.
Il brano è stato scritto da Priscilla Renea e Wayne Wilkins ed è stato prodotto da Wilkins insieme a T-Wiz. È stato accompagnato da un video musicale, reso noto al pubblico il 25 novembre 2010. È ambientato sulla costa meridionale inglese, presso una falesia, dove la cantante, da una casa isolata, guarda l'oceano in tempesta.

## Tracce
EP (download digitale)
1. The Flood - 3:57
2. The Flood (The Wideboys Remix Radio Edit) - 3:01
3. The Flood (The Alias Remix Radio Edit) - 3:14
4. The Flood (Loco Remix) - 3:31

CD singolo
1. The Flood - 3:57
2. The Flood (The Wideboys Radio Edit) - 3:01

## Classifiche
| Classifica (2010) | Posizione massima |
| ----------------- | ----------------- |
| Irlanda           | 26                |
| Regno Unito       | 18                |